# Portrait de Jan de Leeuw
Le Portrait de Jan de Leeuw est un portrait de petites dimensions (24,5 × 19,2 cm), daté de 1436 et réalisé sur panneau de chêne par le peintre primitif flamand Jan van Eyck. Il est actuellement conservé et exposé au Kunsthistorisches Museum de Vienne en Autriche.
Jan de Leeuw était un orfèvre installé à Bruges. La plupart des historiens d'art considèrent, en raison du caractère intime du portrait, que le peintre et son modèle se connaissaient personnellement et étaient en bons termes.
La peinture est dominée par les tons noirs et brun foncé, avec des rehauts de rouge. De Leeuw est présenté comme un homme sérieux, au regard intense, fixant le spectateur. Il est coiffé d'un chaperon noir et vêtu d'un manteau, noir également, bordé de fourrure. Il se tourne vers le spectateur et présente, entre le pouce et l'index de la main droite, une bague en or sertie d'une pierre rouge, symbolisant sa profession, bien que certains aient suggéré que ceci puisse indiquer de récentes fiançailles, voire, compte tenu du regard direct, d'une peinture adressée à sa promise.
D'un point de vue formel et tonal, il ressemble de près à l'Autoportrait présumé de la National Gallery de Londres. Les deux œuvres sont des portraits en buste, au regard fixant le spectateur, et à la tête légèrement surdimentionnée par rapport au corps. Comme dans Léal Souvenir et le Portrait de Baudoin de Lannoy, la main droite et une partie de l'avant-bras gauche sont visibles. Le panneau de Vienne est toujours présenté dans son cadre d'origine, qui rappelle celui de Londres, le panneau central du Triptyque de Dresde, et un certain nombre d'œuvres de son atelier — à tel point qu'on a supposé qu'elles avaient toutes été encadrées par le même artisan. Ce cadre est peint de façon à imiter le bronze.

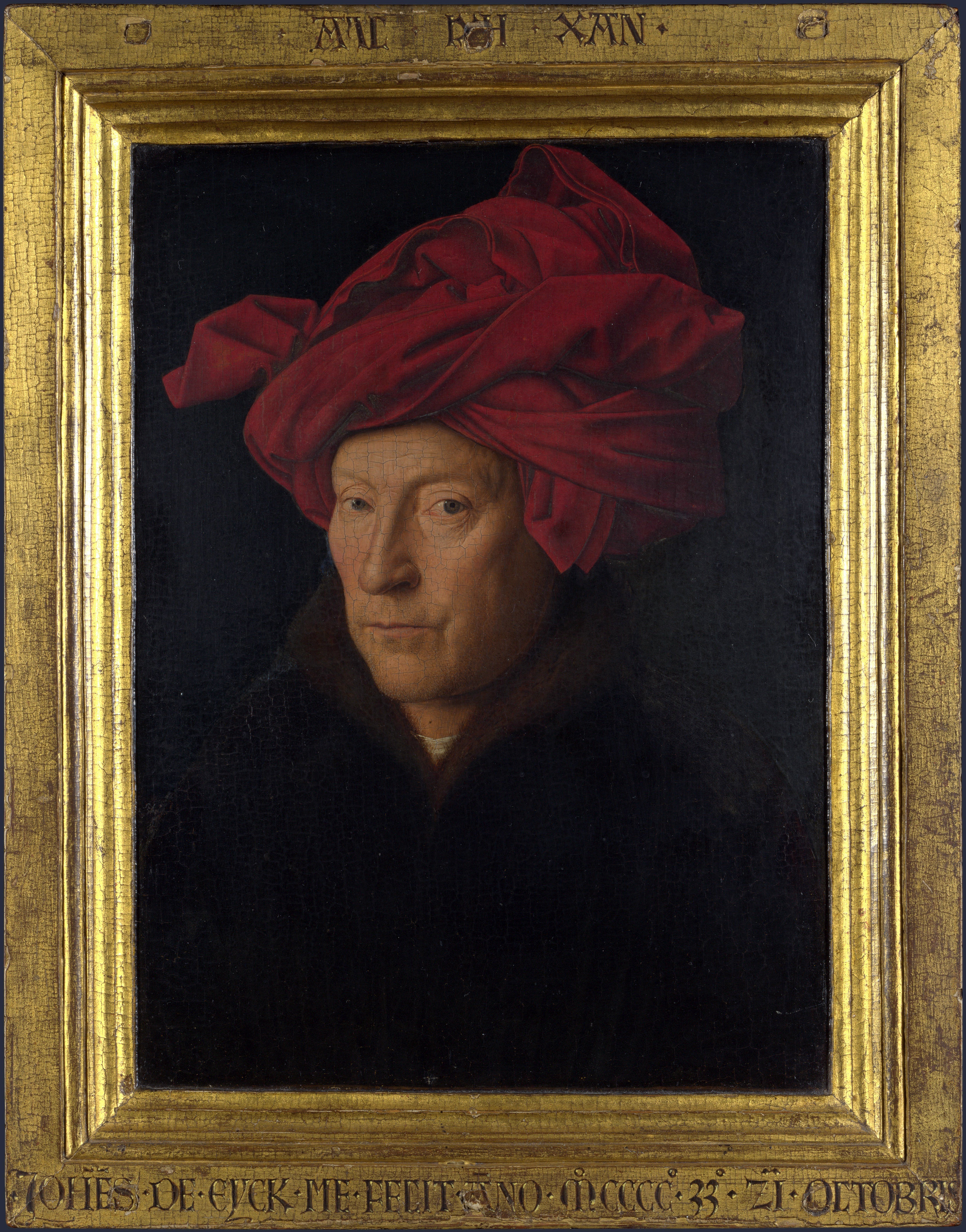
L'Homme au turban (Autoportrait présumé, 1433. Notez les similitudes du regard, du port de tête, et de la bouche.

Les bords du panneau figurent un cadre fictif, chargé d'une inscription courant sur les quatre côtés. Cette inscription, en lettres peintes en noir, est en dialecte flamand ; les nombres sont indiqués en chiffres arabes. Elle se compose d'un quatrain rimé adressé au spectateur : « IAN DE [LEEUW] OP SANT ORSELEN DACH / DAT CLAER EERST MET OGHEN SACH, 1401 / GHECONTERFEIT NV HEEFT MI IAN / VAN EYCK WEL BLIICT WANNEERT BEGA(N) 1436 » (Jan de [Leeuw] vit la lumière pour la première fois de ses yeux le jour de la sainte Ursule. 1401. À présent, Jan van Eyck m'a portraituré. Regardez bien quand il a commencé. 1436). Le nom de « Leeuw » est remplacé par un pictogramme représentant un lion d'or, selon un jeu de mots avec le nom de famille du modèle, « Leeuw » signifiant « lion » en néerlandais. Une partie des lettres est gravée dans la bordure du cadre fictif, les autres sont en relief.
L'inscription semble contenir trois chronogrammes, des jeux de lettres populaires parmi les humanistes des XVe et XVIe siècles, consistant en des phrases encodant une année à travers des mots contenant les lettres qui correspondent à des chiffres romains, et que l'on doit additionner jusqu'à obtenir l'année voulue. Max Friedländer et Erwin Panofsky, entre autres, s'accordent ainsi (en excluant du décompte la lettre « M ») à retrouver dans les deux premiers vers l'année de naissance du modèle, 1401, et dans les deux suivants l'année d'exécution de l'œuvre, 1436 (en comptant le « Y » pour un « I » et le « W » pour deux « V »). Guy Bauman a également cru pouvoir lire dans les deux derniers vers — en excluant tous les « M », « C » et « L », ainsi que le « Y » — l'âge du modèle, 35 ans, pour supposer qu'il s'agissait d'un portrait célébrant le trente-cinquième anniversaire de ce dernier.
L'historien d'art Till-Holger Borchert fait remarquer que l'inscription s'adresse directement au spectateur « à la première personne du singulier », et semble poursuivre un dialogue initié par le  regard de défi du modèle. Ce sentiment est partagé par Guy Bauman, qui écrit que « van Eyck semble, à la manière de Dieu, non seulement avoir doté le modèle de vue et l'avoir fait renaître, mais aussi, rappelant la remarque de Fazio, avoir donné au portrait la voix. »